# Элипсоциды

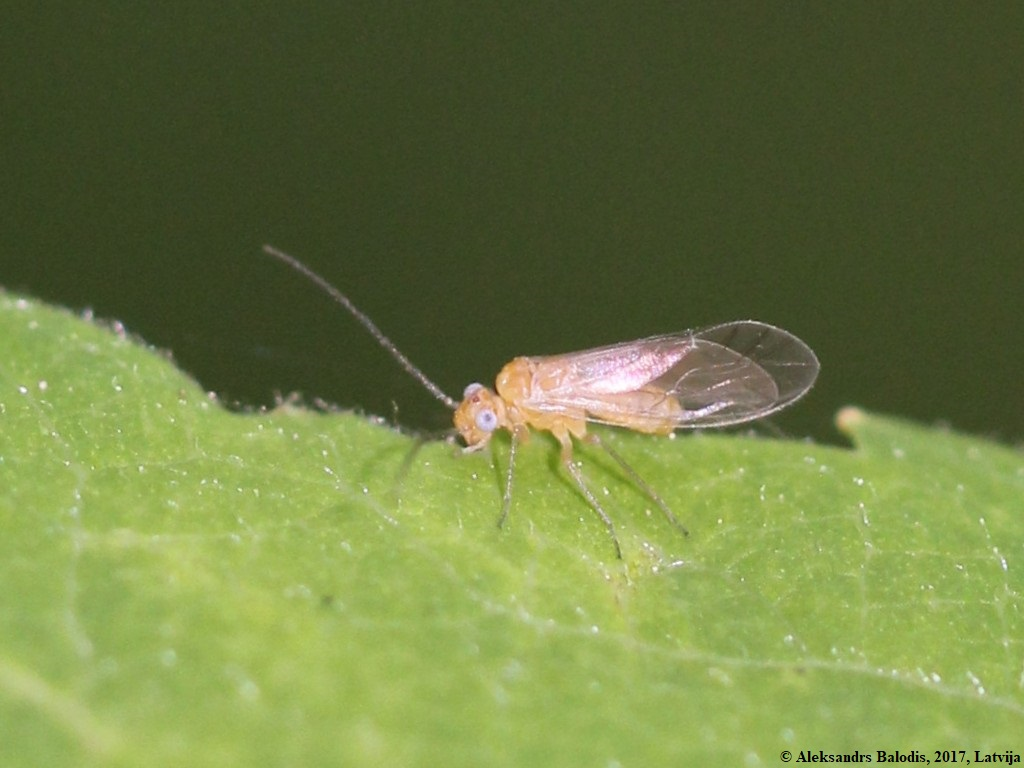
Cuneopalpus cyanops

Элипсоциды (лат. Elipsocidae) — семейство сеноедов из подотряда Psocomorpha. В семействе описано около 130 видов, из которых 25 распространены в Европе.

## Описание
Усики 13-сегментные, нижнегубной щупик двухсегментный. Крылья нормально развиты у обоих полов, или сака бескрылая. pt широко округлённая, RS и M переднего крыла RS и M заднего крыла срастаются на некотором протяжении (только не у представителей рода Reuterella, у которого они соединены поперечной rs—m). Жилки и край переднего крыла негусто опушены, край заднего крыла опушен только между ветвями RS. Формула лапок имаго 3-3-3, коготки с зубцом, щетинковидной, головатой или листовидной пульвиллой и базальной щетинкой. Гипандрий самца простой или лопастной, рамка пениса удлинённая, наружные парамеры свободные, внутренние парамеры сросшиеся. Генитальная пластинка самки простая или с одной или двумя лопастями. Яйцеклад состоит из трёх пар створок, дорсальные створки расширенные, с более или менее развитым, преапикальным выростом, наружные — округлённотреугольные, с длинными краевыми щетинками.

## Развитие
Самки откладывают яйца одиночно или группами, покрывают их ректальными выделениями.

## Экология
Обитают на стволах и ветвях деревьев и кустарников.